# Balogh Balázs (néprajzkutató)
Balogh Balázs  (Tata, 1966. február 24. –) a Magyar Tudományos Akadémia Bölcsészettudományi Kutatóközpont Néprajztudományi Intézet megbízott igazgatója. Kutatási területei a szociálantropológia, etnicitás, Kalotaszeg társadalomnéprajza, jelenkori társadalomnéprajzi folyamatok, gazdálkodáskutatás, a magyarországi németek identitásvizsgálata.

## Pályafutása
Az ELTE BTK-n 1990-ben szerzett egyetemi diplomát a magyar nyelv és irodalom szakon és az etnográfia szakon. A következő tanévben az intézmény néprajzi tanszékének posztgraduális képzésén vett részt. Közben a Néprajzi Múzeum muzeológusaként (1990–1995), illetve főmuzeoleógusaként (1995–1997) dolgozott. 1991/92-ben a Bajor Kultuszminisztérium kutatói ösztöndíjával Münchenben, 1992/93-ban Herder-ösztöndíjjal Bécsben tanult egy-egy évig. 1994-ben két hetet töltött Cloppenburgban a Volkswagen Alapítvány ösztöndíjával, 1995-ben két hónapot Cambridge-ben és Edinburghban Soros-ösztöndíjjal, 1997-ben egy hónapot Párizsban az École des Hautes Études en Sciences Sociales ösztöndíjával. Ezzel párhuzamosan 1993-1996 között az MTA fiatal kutatóknak szánt ösztöndíjában is részesült.
Az ELTE Tanárképző Főiskolai Kar (ELTE-TFK) Történelem Tanszékén két szemináriumot tartott (1990-91). Vendégoktatója volt a kolozsvári Babeș–Bolyai Tudományegyetemnek (1994), speciális kollégiumot tartott az ELTE Tárgyi Néprajzi Tanszékén (1995).
1996-2000 között az ELTE BTK Tárgyi Néprajzi Tanszékének doktori programján belül PhD képzést teljesített. 1997-től a Magyar Tudományos Akadémia Bölcsészettudományi Kutatóközpont Néprajztudományi Intézetében dolgozott előbb tudományos munkatársként (1997-2002), majd tudományos főmunkatársként (2002-), közben betöltötte a tudományos titkári tisztséget is. 2002-2005 között Bolyai János kutatói ösztöndíjban részesült. 2009. május 1-jén az intézet megbízott igazgatója lett.
A Magyar Néprajzi Társaságban titkár volt előbb az Ethnographia Pannonica szakosztályban (1993-1999), majd a Nemzetiségi szakosztályban (1999-2003). 2000-2003 között a Nemzeti Kulturális Örökség Minisztériuma Múzeumi Közművelődési Szakfelügyelete részére szakfelügyelőként dolgozott. A Nemzeti Kulturális Alapprogram Népművészeti Kollégiumának 2002-2004 között kurátora, 2005-től elnöke volt. Ugyancsak kurátori tisztséget tölt be 2005 óta a Nemzeti Kulturális Alapprogram Kiemelkedő Jelentőségű Kulturális Események Kollégiumában.

## Munkássága
Részt vett a Délnyugat-Dunántúl mikrotájvizsgálata (1985-1990), Kalotaszeg társadalmának vizsgálata (1994-1998), illetve Rendszerváltás Magyarországon (2000-2003) című kutatási programokban. Ezekkel összefüggésben mintegy hetven faluban kérdőíves mikrotájvizsgálatot végzett Vas és Zala megyében, identitásvizsgálatot Geretsriedenben (Németország) és Pusztavámon (Fejér megye), másfél évnyi terepmunkát Kalotaszeg 84 magyar- és román lakta településén, egy évnyi gazdálkodáskutatást Tápon (Győr megye). További – rövidebb idejű – terepmunkái: Visk, New Brunswick, Kazár, Tiszadorogma, Szendehely, Tótkomlós.
Számos konferenciát szervezett (SIEF, 7. Nemzetiségi Konferencia - Békéscsaba, Országos Múzeumi Közművelődési Konferencia - Esztergom, 8. Finn-Magyar Néprajzi Szimpózium - Lakitelek). Cikkei, tanulmányai a többek között a Néprajzi Hírek-ben, az Acta Ethnographica Hungaricá-ban, a Revista de Etnografie si Folclor-ban, a Néprajzi Tanulmányok-ban jelentek meg.
1996-2000-ig a Magyar Múzeumok folyóirat szerkesztőbizottságának tagja volt.

## Publikációi (válogatás)
- 2002. Gazdák és zsellérek. Gazdálkodási stratégiák Tápon. Néprajzi Tanulmányok. Budapest, Akadémiai Kiadó. 312. p.
- 2004. (Fülemile Ágnessel) Társadalom, tájszerkezet, identitás Kalotaszegen. Néprajzi Tanulmányok. Budapest, Akadémiai Kiadó. 274. p.
- 2008 (Fülemile Ágnessel): Cultural alternatives, youth and grassroots resistance in socialist Hungary - The folk dance and music revival. Hungarian Studies Akadémiai Kiadó. Volume 22, Numbers 1-2/September/, 43-62.
- 2010 Antecedents, Possibilities and Prospects of Research of the Present (Excerpts from the Work and Plans of the Institute of Ethnology of the H.A.S.). Revista de Etnografie si Folclor. Journal of Ethnography and Folklore. New Series 1-2. 181-189. p.
- 2009a Egy férfigeneráció sorsa Tápon a téeszesítéstől napjainkig. Hoppál Mihály (főszerk.) - Berta Péter (szerk.): Ethno-lore. A Magyar Tudományos Akadémia Néprajzi Kutatóintézetének évkönyve. XXVI. Budapest: MTA Néprajzi Kutatóintézet, 289-326.
- 2009b A jelenkutatás előzményei, lehetőségei és távlatai (Szemelvények az MTA Néprajzi Kutatóintézetének munkáiból és terveiből. In Bali János - Turai Tünde (szerk.): Élet/út/írások Szilágyi Miklós tiszteletére. Budapest: MTA Néprajzi Kutatóintézet - ELTE BTK Néprajzi Intézet, 368-326.2009
- 2009 Volt egyszer egy Kalotaszeg. In: Fekete Károly: Hatvan év Kalotaszegen. Művelődés – Szentimrei Alapítvány, Kolozsvár – Sztána, 2009. 181-182 p. ISBN 978-973-7993-38-0
- 2010 „Folk Art" in Hungary Today – Question Marks, Challenges and Perspectives. In: Sustainable Heritage (eds. Mihály Hoppál), European Folklore Institute, Budapest. 125-129 p. ISBN 978-963-88799-5-0
- 2010 Köszöntő. In Bali J. – Báti A. – Kiss R. (szerk.) INDE AURUM – INDE VINUM – INDE SALUTEM. Paládi-Kovács Attila 70. születésnapjára. Budapest, ELTE BTK Tárgyi Néprajzi Tanszék – MTA Néprajzi Kutatóintézete. 15. p.
- 2010 Az amerikai magyarok óhazaképe. In Bali J. – Báti A. – Kiss R. (szerk.) INDE AURUM – INDE VINUM – INDE SALUTEM. Paládi-Kovács Attila 70. születésnapjára. Budapest, ELTE BTK Tárgyi Néprajzi Tanszék – MTA Néprajzi Kutatóintézete. 429-437 p.
- 2010 Ethnicity, Identity and Migration Patterns in Hungary (1910-2010). In: International Conference on Migration, Identity, and Social Cohesion in Europe, December 15-16, 2010. Taipei, Institute of European and American Studies, Academia Sinice. 1-19. p.
- 2010 „Úgy támaszkodj a botodra, hogy azon feltápászkodhassak!" A betlehemezés szerepe a toledói magyarok közösségi életében. In Mód L. – Simon A. (szerk.): Olvasó. Tanulmányok a 60 esztendős Barna Gábor tiszteletére. Szegedi Vallási Néprajzi Könyvtár 26. Szeged, Gerdhaus Kiadó. 77-84. p.

## Díjai
- 1997: Ifjúsági díj, Magyar Tudományos Akadémia
- 2000: Jankó János-díj, Magyar Néprajzi Társaság